# Принцеса

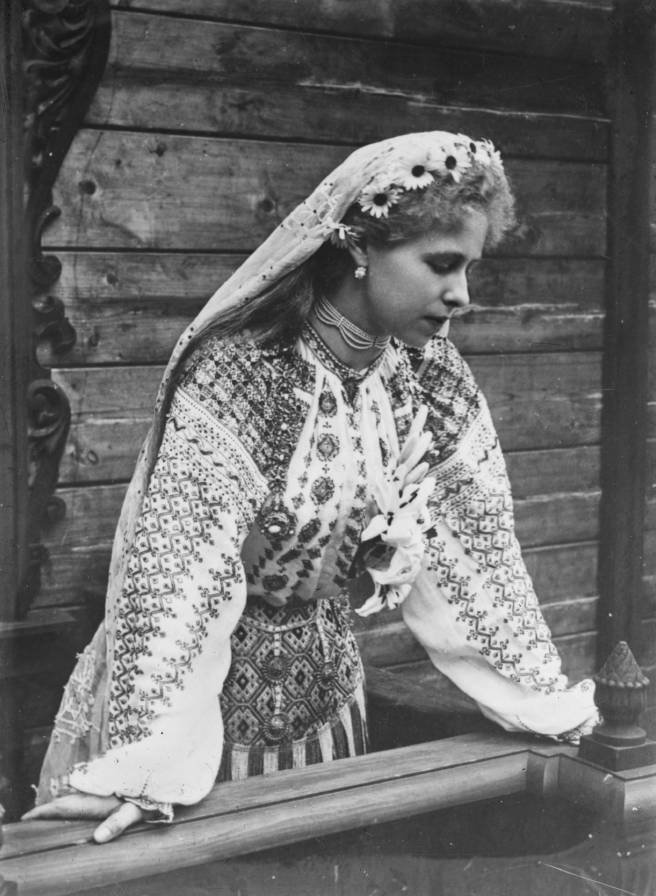
Принцеса Марія Румунська.

Гетьманівна Марія Монтрезор-Скоропадська. Очолювала гетьманський рух на еміграції після смерті гетьманича Данила Скоропадського

Принце́са — правителька, монархиня, дочка або жінка з монаршої родини. Шляхетний спадковий титул у деяких європейських країнах. Відповідник чоловічого роду — принц.

## Етимологія
Назва походить від латинського слова princeps. До української слово принц потрапило з німецької. В англійській, французькій та італійській мовах «принцесами» інколи називають княгинь або правительок загалом; в інших мовах ними позначають наступниць трону або дочок монарха.

## Опис
Принцесою може бути:
1. Дочка (як правило неодружена) і спадкоємниця монарха:
Князівна — дочка князя.
Королівна — дочка короля.
Курпринцеса — дочка курфюрста.
Царівна — дочка царя.
Цісарівна — дочка цісаря.
Султанівна — дочка султана.
Гетьманівна  — дочка гетьмана
2. Членкиня монаршої родини і спадкоємниця монарха, але більш далека за порядком престолонаслідування.
3. Дружина монарха. Принцеса-консорт.